# Krš
Krš ili kras (tal. carso, njem. karst) je tip reljefa koji se razvija na tlu sastavljenom od topljivih stijena (najčešće kalcijevog karbonata ili magnezijevog karbonata). Krš na stijenama u kojim je preko 50 % magnezijevog karbonata se naziva dolomitni krš. Osnovna karakteristika krškog reljefa je izražena, ali selektivna topljivost stijena. Posljedica toga je da nastaje izrazito razveden reljef s mnogo udubina i uzvisina. Čvrste stijene kalcijevog karbonata (vapnenca) su česte na površini te se javlja kamenito tlo, ali je često vapnenac pokriven tlom te nastaje pokriveni krš na kojem se javlja vegetacija.
Krš se obično razvija u gorsko-planinskom reljefu. Udubine u kršu se dijele na nadzemne (ponikve, škrape, kamenice, doline, uvale, polja) i podzemne (špilje, jame). Česta uzvišenja su kukovi (strme stijene koje strše).
Ponikve (vrtače) su kružna udubljenja sa strmim stranama. Najčešće su u obliku lijevka, ali postoje tanjuraste i kotlaste. Prostor s mnogim ponikvama se naziva boginjavi krš. Vrlo mala kružna udubljenja se nazivaju kamenice.
Škrape su izdužena udubljenja nastala tečenjem vode. Postoje raznih veličina. Izrazito duboke škrape se nazivaju škripovi. Česte su rebraste škrape (mnogo paralelnih škrapi u nizu) i meandarske (vijugave).
Doline su udubine veće od ponikvi, ali manje od polja. Nastale su djelovanjem vode koja otapa stijene. Uvale su nepravilne doline nastale spajanjem više ponikvi. Polja su najveće udubine u kršu. Nastaju radom tekućice koja teče preko krških stijena te ih otapa. Na dnu polja se taloži rastresito tlo, te su plodna i predstavljaju centar naseljenosti. Najveća polja u kršu u Hrvatskoj su Gacko, Ličko i Krbavsko.
Špilje su pretežno vodoravne udubine u krškom podzemlju, a jame pretežno okomite. Nastaju tečenjem podzemnih voda. Kaverne su špilje bez izlaza na površinu, često se otkrivaju prilikom bušenja tunela. Najvažnija jama u Hrvatskoj je Lukina jama, a špilje su Cerovačke špilje, Lokvarka i Vrelo. Ponori su udubine u koje poniru rijeke ponornice.
Osnovna karakteristika vodotoka u kršu je malo vode na površini, ali mnogo u podzemlju. Tekućice su u pravilu kratke ponornice. Mnogo vode teče kroz podzemlje gdje otapa stijene.
Hrvatska se smatra klasičnom zemljom krša u europskim okvirima. Krške pojave su u Hrvatskoj najbolje istražene u Dinaridima, a neke riječi o krškim pojmovima koje dijele južnoslavenski jezici s tog područja ušle su mnoge svjetske jezike (npr. njem. Doline, Polje, Uvala, fr. doline, poljé, ponor, šp. dolina, poljé).

## Galerija
- Područja krša na Zemlji
- Krški reljefni oblici